# Vano
Un vano, hueco o luz, en una construcción o estructura arquitectónica, puede referirse a cualquier apertura en una superficie compacta.
Como elemento arquitectónico, el término "vano" se utiliza también para referirse a la distancia entre apoyos de un elemento estructural (como techos o bóvedas), y de forma más explícita a ventanas, puertas e intercolumnios. El objetivo elemental es dejar un hueco abierto en un muro para que pase el aire o la luz.

## Origen, definición y usos
Históricamente, se tiene conocimiento de la utilización de vanos adintelados ya desde la época mesopotámica, siendo los persas los primeros en crearlo mediante arcos.
En el Diccionario de ideas afines del lexicógrafo Fernando Corripio se asocia a arcada, hueco y ventana. En el Diccionario ideológico de la lengua española de Julio Casares, vano se relaciona con ajimez, parteluz, cratícula, lucero, lucerna, claraboya y tragaluz.
En construcción, a los huecos previos a la colocación de puertas y ventanas se les denomina así (el vano de la puerta, el vano de la ventana); y por extensión a las aberturas para buhardillas, mansardas, ojos de buey, etc.
En un sentido más amplio, vano puede hacer referencia a aberturas como las aspilleras con fines defensivos de los castillos.

## Resistencia
En elementos sometidos a flexión como vigas rectas la longitud del vano (o longitud libre entre apoyos) es importante, ya que las tensiones máximas (σ) sobre dicha viga son proporcionales a la carga total sobre la misma y la longitud del vano:

{\displaystyle \sigma =\alpha {\frac {PL}{W_{f}}}}

donde:
{\displaystyle 1/24\leq \alpha \leq 1/4} es una constante de proporcionalidad que depende de la forma de sujeción de la viga en los extremos del vano (empotrada, apoyada, etc.), así como de la forma de distribución de la carga (uniformemente distribuida, concentrada, etc.) y su posición.
{\displaystyle P\,} es la carga total sobre la longitud del vano.
{\displaystyle L\,} es la longitud total del vano.
{\displaystyle W_{f}\,} es el momento resistente para la sección transversal de la sección crítica o más desfavorable de la viga.

## Terminología paralela en otros contextos
En arquitectura naval, se denomina «vano» a la distancia no soportada entre planchas y refuerzos estructurales del buque. A pesar de que un elemento estructural del buque siempre estará soportado en la plancha al que está soldado, se consideran como apoyos solo aquellas intersecciones con elementos que tengan igual o mayor resistencia que el refuerzo analizado. Fenómenos como el pandeo se asocian directamente a este valor.